# Palmira (Cuba)
Palmira è un comune di Cuba, situato nella provincia di Cienfuegos.